# Boulengerula denhardti
Boulengerula denhardti е вид земноводно от семейство Caeciliidae.

## Разпространение
Видът е разпространен в Кения.